# 米里贝勒-朗沙特尔
米里贝勒-朗沙特尔（法語：Miribel-Lanchâtre，法語發音：[miʁibɛl lɑ̃ʃatʁ]）是法国伊泽尔省的一个市镇，位于该省中南部，属于格勒诺布尔区。该市镇由米里贝勒（Miribel）和朗沙特尔（Lanchâtre）两村庄组成。

## 地理
米里贝勒-朗沙特尔（44°58'28"N, 5°37'13"E）面积9.65 平方千米，位于法国奥弗涅-罗讷-阿尔卑斯大区伊泽尔省，该省份为法国东南部内陆省份，北起顺时针与安省、萨瓦省、上阿尔卑斯省、德龙省、阿尔代什省、卢瓦尔省和罗讷省。
与米里贝勒-朗沙特尔接壤的市镇（或旧市镇、城区）包括：圣保罗莱莫内斯捷、锡纳尔、贝尔纳堡、圣马丹德拉克吕兹、勒加、圣纪尧姆。

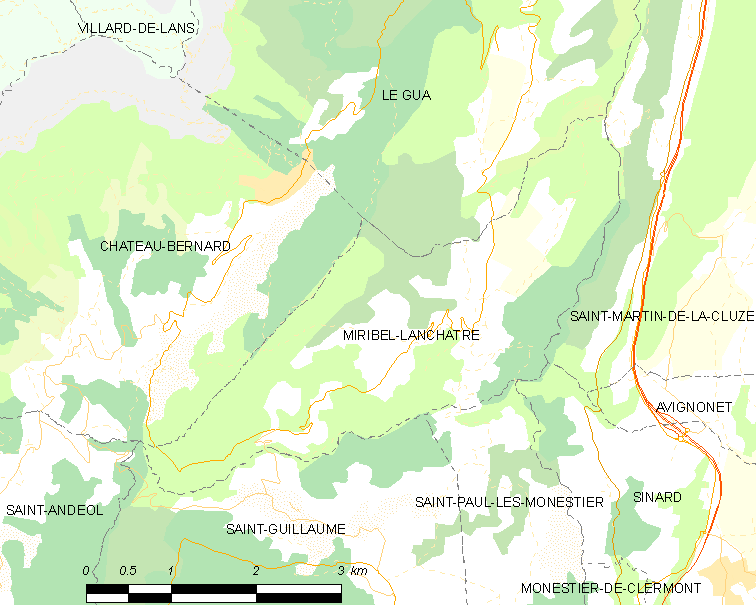
米里贝勒-朗沙特尔的OSM定位图

米里贝勒-朗沙特尔的时区为UTC+01:00、UTC+02:00（夏令时）。

## 行政
米里贝勒-朗沙特尔的邮政编码为38450，INSEE市镇编码为38235。

## 政治
米里贝勒-朗沙特尔所属的省级选区为马泰西讷-特列沃县。

## 人口

1962-2008年间米里贝勒-朗沙特尔人口变化图示

米里贝勒-朗沙特尔于2022年1月1日时的人口数量为450人。